# Rafał Trzaskowski
Rafał Kazimierz Trzaskowski (udtales [ˈrafaw kaˈʑĩmʲjɛ tʂaskɔfski]; født 17. januar 1972 i Warszawa, Polen) er en polsk politiker fra det liberale Borgerplatformen, nuværende borgmester i Warszawa samt statskundskaber med speciale i europæiske studier.
Han tjente som Medlem af Europa-Parlamentet fra 2009 til 2013, Minister for Administration og Digitalisering fra 2013 til 2014 samt Statssekretær i Udenrigsministeriet fra 2014 til 2015. Han blev valgt til Polens parlaments underhus, Sejm, i 2015 og blev i 2018 valgt som borgmester i Polens hovedstad, Warszawa. Han var kandidat ved Præsidentvalget i Polen 2020 og i 2025.
I maj 2020 blev Trzaskowski Borgerplatformens kandidat til præsidentembeddet ved Præsidentvalget i Polen i 2020. Ved den første valgrunde den 28. juni vandt Trzaskowski 30,4 % af stemmerne, men tabte i anden valgrunde til den siddende præsident Andrzej Duda den 12. juli.
I 2025 stillede Trzaskowski atter op til præsidentvalget som kandidat for Borgerplatformen, som i mellemtiden var blevet Polens regeringsparti. Han tabte imidlertid igen præsidentvalget meget snævert, da han kun opnåede 49,11 % af stemmerne.

## Uddannelse og virke
Trzaskowski gik på Mikołaj Rej Gymnasium i Warszawa, og studerede senere internationale relationer og engelsk filologi på Warszawa Universitet, hvorfra han dimitterede i 1996. I 1997 dimitterede han fra Europakollegiet i Natolin i Warszawa med en grad i europæiske studier. I 1996 blev han tildelt et stipendiat til University of Oxford samt til EU's Institut for Sikkerhedsstudier i 2002. I 2004 opnåede Trzaskowski sin ph.d. i statskundskab ved Warszawa Universitets Fakultet for Journalistik og Statskundskab efter at have færdiggjort en afhandling ved navn "Dynamikken af EU's institutionelle reform".
Siden 1995 har han blandt andet arbejdet som simultanoversætter og engelsklærer. I 1998 blev han akademisk lærer ved Den Nationale Skole for Offentlig Administration og i 2002 ved Collegium Civitas i Warszawa. Hans videnskabelige interesser omhandler primært europæisk integration og internationale anliggender. Siden 2002 har han også arbejdet som en analytiker ved tænketanken European Centre i Natolin, Warszawa.

## Politisk karriere
Mellem 2000 og 2001 begyndte han at arbejde for Jacek Saryusz-Wolski ved Polens Kontor for den Europæiske Integrationskommite. I årene 2004-2009 var han rådgiver for det politiske parti Borgerplatformen i Europa-Parlamentet. I 2009, efter at have vundet 25.178 stemmer, blev han selv valgt til Europa-Parlamentet for Borgerplatformen, der sad i EPP-gruppen. I 2010 var han kampagnechef for Hanna Gronkiewicz-Waltzs genvalgskampagne til posten som Warszawas borgmester.
Den 27. november 2013 blev Trzaskowski indsat som Minister for Administration og Digitalisering af præsident Bronisław Komorowski. Gennem hans tid som minister skabte Trzaskowski et system til at underrette Statens Sikkerhedscenter om at advare borgere om voldsomme meterologiske fænomener. Han var ansvarlig for samarbejde med lokale myndigheder, supervision over voivodskaber og assistance til ofre i forbindelse med naturkatastrofer, blandt andet under oversvømningerne i 2014, samt i forbindelse med IT-sikkerhed, tilgængelighed på internettet for handicappede og beskyttelse af persondata på nettet.
Den 24. september 2014 blev han viceudenrigsminister og arbejdede med sager med forbindelse til EU på tværs af forskellige ministerier i Donald Tusks regering. På det tidspunkt var Trzaskowski hovedforhandleren med EU på vegne af premierministeren.
I 2015 stillede han op til Parlamentsvalget i Polen og vandt en plads i Sejmen efter at have fået 47 tusind stemmer.
I 2016 blev han medlem af Nationalrådet for Borgerplatformen. Samme år blev han skyggeudenrigsminister i Borgerplatformens skyggekabinet. Den 29. marts 2017 blev han viceformand for Det Europæiske Folkeparti. Som medlem af Sejmen var Trzaskowski medlem af Komiteen for EU-affærer, Komiteen for Udenrigsaffærer og Komiteen for Digitalisering, Innovation og Moderne Teknologi. I Sejmen arbejdede Trzaskowski mest med udenrigspolitiske emner, herunder Europa og forsvar, samt sundhedspolitik, beskyttelse af civile og minoritetsrettigheder og selvbestemmelseshjælp. Gennem hans tid i Sejmen indsendte han over 150 interpellationer samt mere end 70 parlamentærspørgsmål.
I 2017 modtag han Æreslegionen for hans bidrag til styrkelsen af polsk-franske relationer.

### Borgmester i Warszawa
I november 2017 blev det annonceret, at han ville blive den fælles borgmesterkandidat i Warszawa for de to partier Borgerplatformen og Nowoczesna ved lokalvalget i 2018. Han valgt valget den 21. oktober 2018 i første valgrunde, og blev valgt som Warszawas borgemester efter at have slået sin største konkurrent, Patryk Jaki, fra Lov og Retfærdighed. Han modtog i alt 505.187 stemmer – 56,67%. Under hans tid som borgmester introducerede Trzaskowski blandt andet et gratis dagplejeprogram for børn, øgede støtte til Warszawas "in vitro-program" og stod bag købet af et rekordantal af "rene" offentlig transport-køretøjer. Under de første år af hans borgmesterperiode blev seks nye stationer til byens metrosystem bestilt, og konstruktion af en tredje linje til systemet blev påbegyndt.[kilde mangler]
Den 18. februar 2019 skrev han under på LGBT+-deklarationen, der har til formål at bekæmpe diskrimination af LGBTQ+-miljøet og give vejledning på områder som sikkerhed, uddannelse, kultur, sport, administration og arbejde.
I februar 2020 blev han valgt som næstformand for Borgerplatformen.

### Præsidentvalget i 2020
Den 15. maj 2020 blev han valgt som Borgerplatformens kandidat til præsidentembeddet ved præsidentvalget efter Małgorzata Kidawa-Błońska tilbagetrækning af sit kandidatur. Ved første valgrunde den 28. juni 2020 fik han med 30,46% andenflest stemmer efter den siddende præsident Andrzej Duda, og gik derfor videre til anden valgrunde, der afholdes den 12. juli 2020. Her tabte han til Duda.

### Præsidentvalget i 2025
I 2025 stillede Trzaskowski atter op til præsidentvalget for Borgerplatformen, som i mellemtiden var blevet det regeringsbærende parti. I 1. runde af præsidentvalget 18. maj fik han flest stemmer, nemlig 31,3 %, og gik dermed dermed videre til den afgørende anden runde 1. juni mod modkandidaten Karol Nawrocki, der var støttet af det højrenationalistiske parti Lov og Retfærdighed (PiS), og som havde fået 29,5 % af stemmerne i 1. runde. I 2. runde tabte Trzaskowski med 49,11 % af stemmerne mod 50,89 % til Nawrocki.

## Personligt liv
Trzaskowski er søn af jazzpianist og komponist Andrzej Trzaskowski og Teresa Trzaskowski (født Arens). Han er stedbror til Piotr Ferster, instruktøren af Piwnica pod Baranami, en literær cabaret i Kraków. Hans oldefar, Bronisław Trzaskowski, var en lingvist, der etablerede nogle af de første pigegymnasier (gimnazja) i Polen.[kilde mangler]
Som otteårig optrådte han på "Vores Baghave", (polsk: Nasze podwórko) en polsk TV-serie for børn fra 1980, og havde en lovende karriere som skuespiller. Han er gift med Małgorzata Trzaskowska og har to børn: Aleksandra og Stanisław.[kilde mangler]

## Publikationer
- Dynamika reformy systemu podejmowania decyzji w Unii Europejskiej, Wydawnictwo Prawo i Praktyka Gospodarcza, Warszawa, 2004
- Polityczne podstawy rozszerzenia UE, Wydawnictwo Natolin, Warszawa, 1997
- Przyszły Traktat konstytucyjny. Granice kompromisu w dziedzinie podejmowania decyzji większością kwalifikowaną (skrevet med Jan Barcz), Wydawnictwo Prawo i Praktyka Gospodarcza, Warszawa, 2004